# آگوستین کاردوزو (بازیکن فوتبال، زاده ۱۹۹۸)
آگوستین کاردوزو (انگلیسی: Agustín Cardozo؛ زادهٔ ۱۳ ژوئیهٔ ۱۹۹۸) بازیکن فوتبال اهل آرژانتین است.